# Tasiocera
Tasiocera es un género de dípteros nematóceros perteneciente a la familia Limoniidae.

## Especies
- Contiene las siguientes especies:
- Subgenus Dasymolophilus Goetghebuer, 1920

- T. aspistes Alexander, 1965
- T. basispinosa Alexander, 1979
- T. batyle Alexander, 1957
- T. biacufera Alexander, 1956
- T. boraceae Alexander, 1954
- T. brevicornis Alexander, 1929
- T. cyrtacantha Alexander, 1958
- T. diacanthophora Alexander, 1975
- T. dignissima Alexander, 1956
- T. eriopteroides (Alexander, 1921)
- T. exigua Savchenko, 1973
- T. fuscescens (Lackschewitz, 1940)
- T. gracilior Alexander, 1958
- T. halesus (Schmid, 1949)
- T. hova Alexander, 1951
- T. jenkinsoni Freeman, 1951
- T. jubata (Alexander, 1936)
- T. kibunensis (Alexander, 1936)
- T. liliputana (Alexander, 1934)
- T. malickyiana Mendl, 1985
- T. minima Mendl, 1974
- T. minutissima Edwards, 1912
- T. miseranda Alexander, 1950
- T. murina (Meigen, 1818)
- T. niphadias (Alexander, 1925)
- T. nokoensis (Alexander, 1928)
- T. orientalis Edwards, 1928
- T. plurispina Alexander, 1960
- T. probosa Alexander, 1956
- T. propria Alexander, 1956
- T. robusta (Bangerter, 1947)
- T. squiresi Alexander, 1948
- T. subnuda (Alexander, 1926)
- T. ursina (Osten Sacken, 1860)

- Subgenus Tasiocera Skuse, 1890

- T. acanthophallus Alexander, 1931
- T. angustistylus Alexander, 1926
- T. apheles Alexander, 1961
- T. aproducta Alexander, 1952
- T. attenuata Alexander, 1926
- T. axillaris Alexander, 1926
- T. barringtonensis Alexander, 1928
- T. bipennata Alexander, 1928
- T. bituberculata Alexander, 1924
- T. bucephala Alexander, 1931
- T. cascadensis Alexander, 1944
- T. caudifera Alexander, 1926
- T. cervicula Alexander, 1925
- T. cyatheti Alexander, 1931
- T. diaphana Alexander, 1932
- T. dicksoniae Alexander, 1931
- T. divaricata Alexander, 1932
- T. dorrigensis Alexander, 1928
- T. gourlayi (Alexander, 1922)
- T. gracilicornis Skuse, 1890
- T. hiemalis Alexander, 1931
- T. longiana Alexander, 1952
- T. nodulifera Alexander, 1937
- T. occidentalis Alexander, 1928
- T. otwayensis Alexander, 1937
- T. papuana Alexander, 1936
- T. paulula (Alexander, 1923)
- T. pernodulosa Alexander, 1955
- T. primaveris Alexander, 1928
- T. prolixa Alexander, 1944
- T. semiermis Alexander, 1932
- T. tarsalba Alexander, 1936
- T. taylori Alexander, 1931
- T. tenuicornis Skuse, 1890
- T. terraereginae Alexander, 1931
- T. tonnoirana Alexander, 1932
- T. tridentata (Alexander, 1922)
- T. triton Alexander, 1925
- T. unisetosa Alexander, 1926
- T. wilhelminae Alexander, 1961